# Сельское поселение «Деревня Маслово»
Сельское поселение «Деревня Маслово» — муниципальное образование в Думиничском районе Калужской области.
Административный центр — деревня Маслово.

## История
Масловский сельсовет существовал в 1920—1930-е годы, потом был ликвидирован. Вновь образован в 1968 году, в результате реорганизации Гульцовского и Октябрьского сельсоветов. В него вошли деревни Маслово, Сорочка, Шваново, Роженск, Звитовка, Куклино и ст. Брынь. В середине 1970-х гг. Сорочка и Шваново переданы Брынскому сельсовету.

## Состав сельского поселения
В состав сельского поселения входят:
| № | Населённый пункт | Тип населённого пункта          | Население |
| - | ---------------- | ------------------------------- | --------- |
| 1 | Маслово          | деревня, административный центр | ↘130      |
| 2 | Звитовка         | деревня                         | ↘2        |
| 3 | Куклино          | деревня                         | ↘15       |
| 4 | Роженск          | деревня                         | ↘13       |

## Экономика
СП «Деревня Маслово» — одно из «депрессивных» муниципальных образований Думиничского района. С 2010 г. на его территории нет ни предприятий, ни фермерских хозяйств.

## Галерея

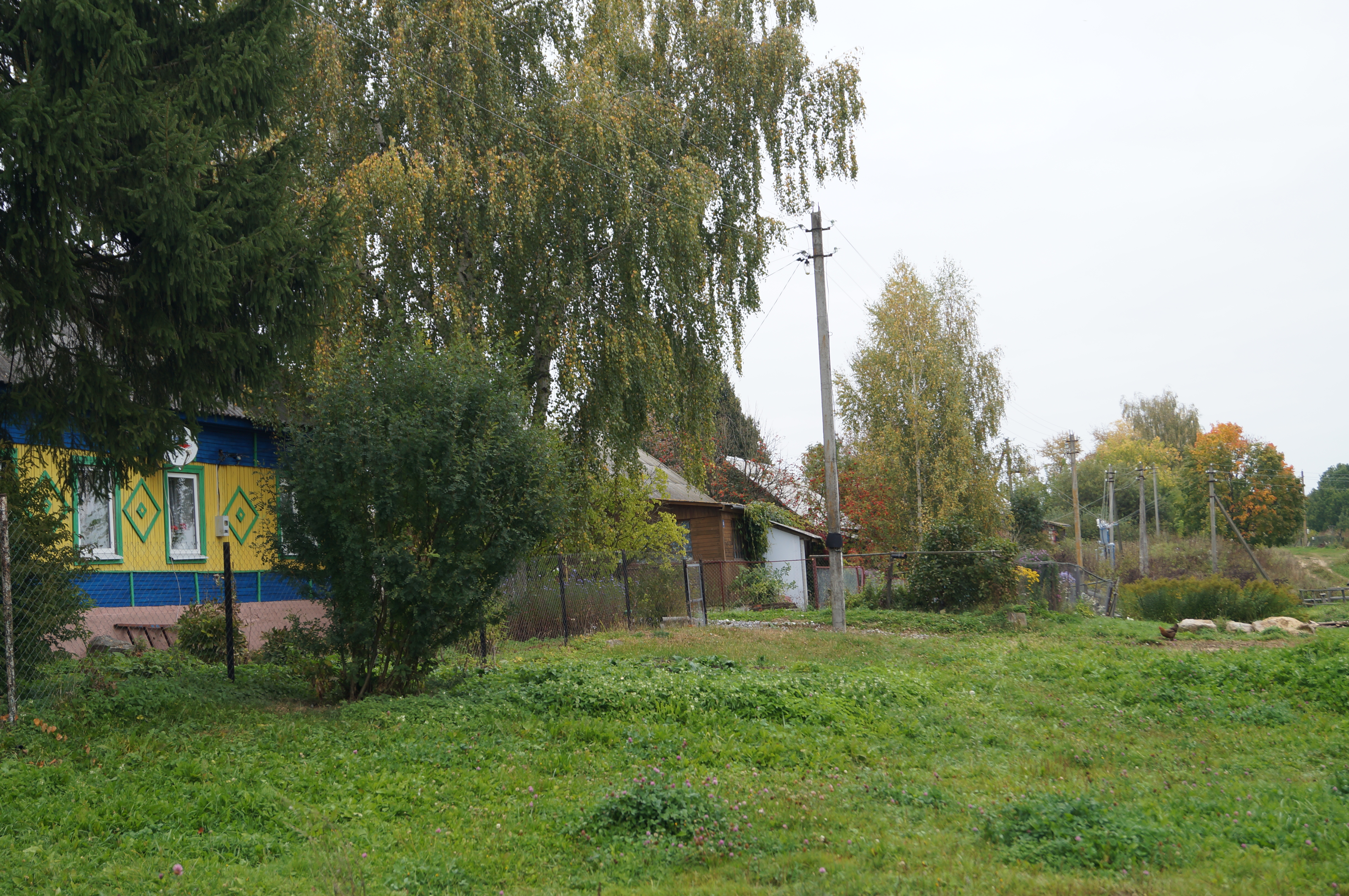
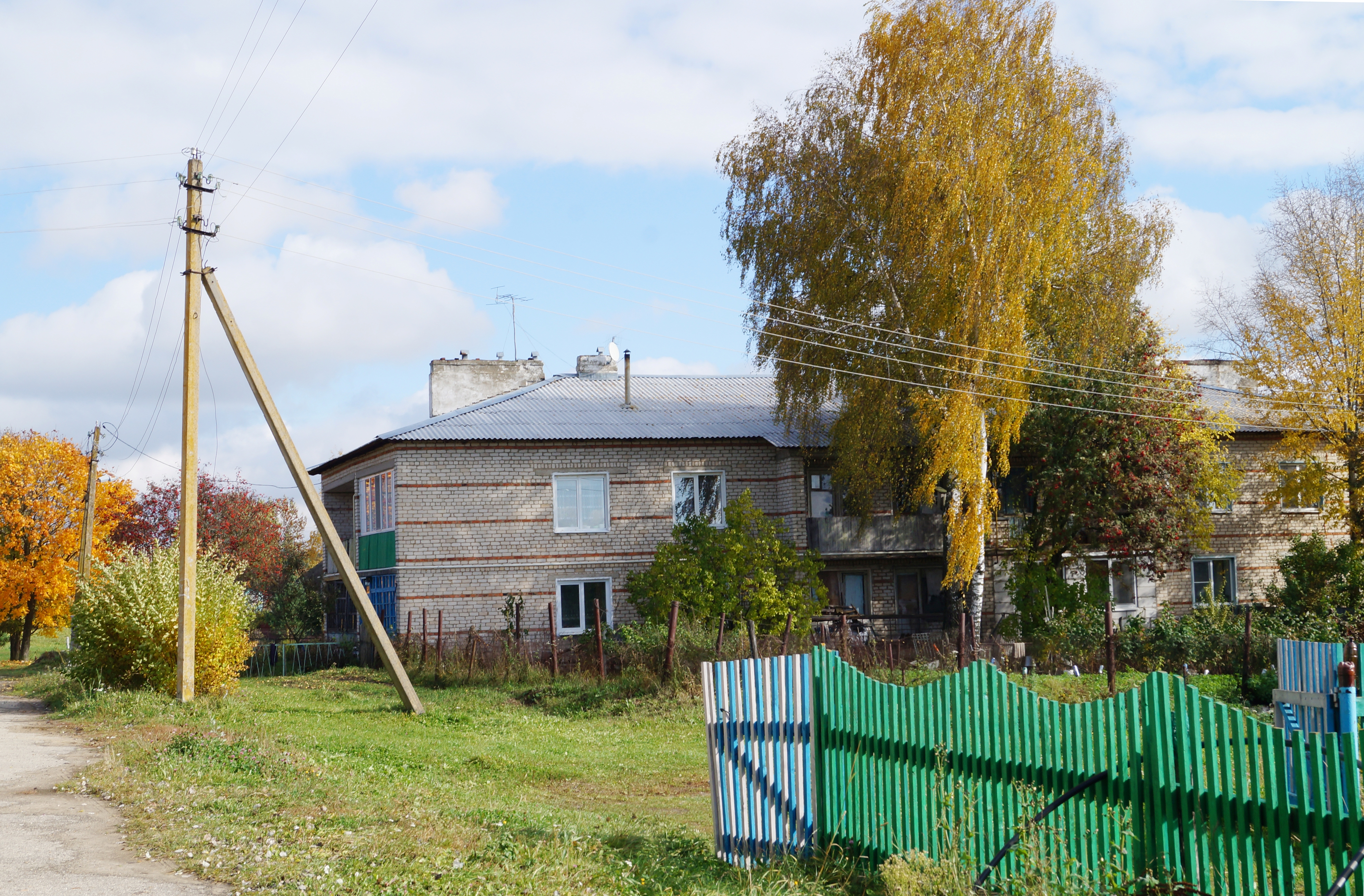
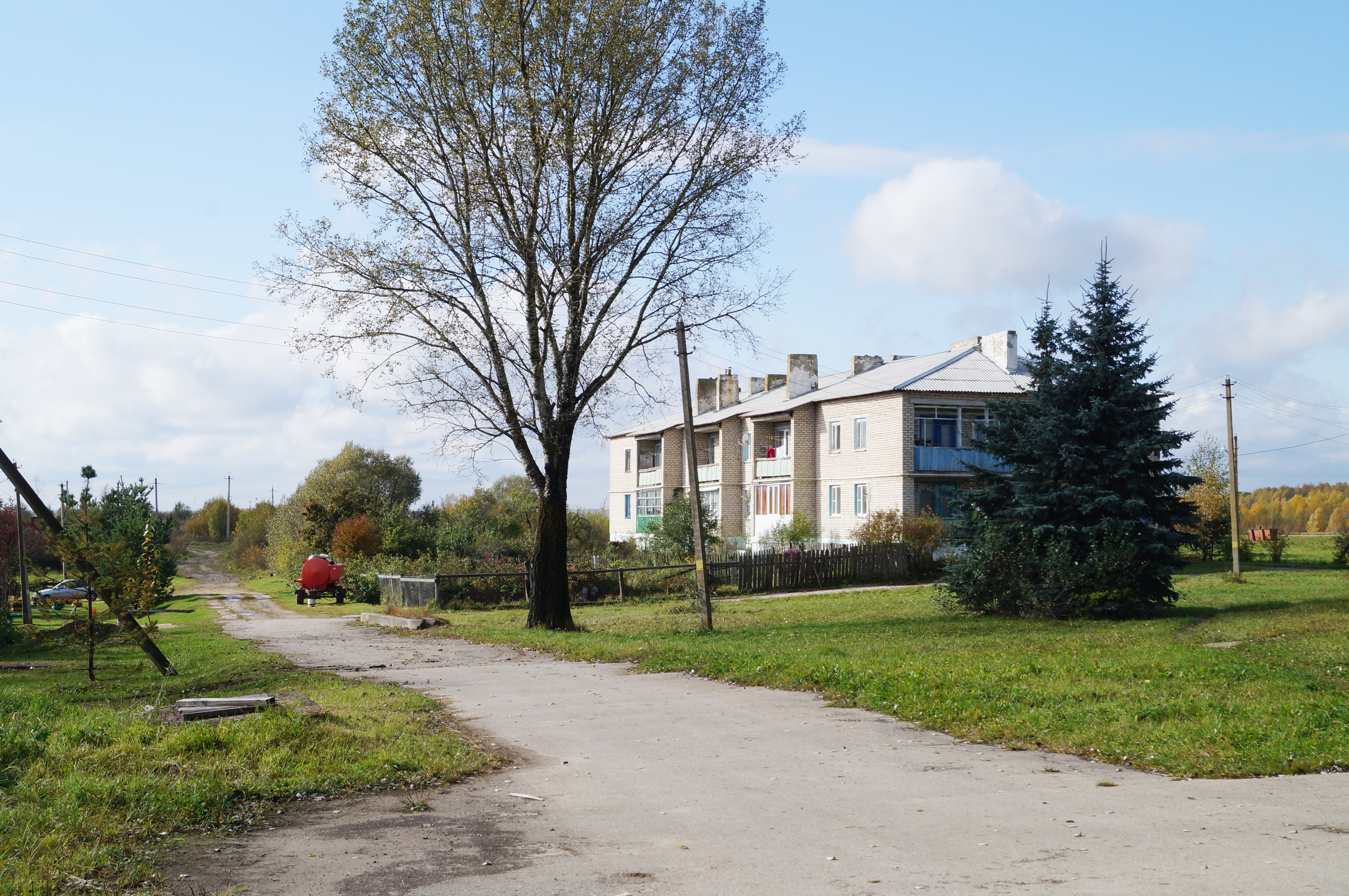